# EP4 receptor
Prostaglandinski E receptor 4 (EP4) je prostaglandinski receptor kodiran PTGER4 genom kod ljudi.
Protein kodiran ovim genom je član familije G protein spregnutih receptora. Ovaj protein je jedan od četiri receptora identifikovana za prostaglandin E2 (PGE2). On može da aktivira signalizaciju T-ćelijskog faktora. Pokazano je posreduje PGE2 indukovano izražavanje EGR1 faktora, reguliše nivo i stabilnost cikloksigenaze-2 iRNK, i dovodi do fosforilacije glikogen sintaze kinaze-3. Studije na nokaut miševima sugeriraju da ovaj receptor učestvuje u neonatalnoj adaptaciji circulatornog sistema, osteoporozi, kao i inicijaciji kožnog imunskog responsa.

## Literatura
- Duncan AM; Anderson LL; Funk CD;  . (1995). „Chromosomal localization of the human prostanoid receptor gene family”. Genomics. 25 (3): 740—2. PMID 7759114. doi:10.1016/0888-7543(95)80022-E.
- Regan JW; Bailey TJ; Pepperl DJ;  . (1994). „Cloning of a novel human prostaglandin receptor with characteristics of the pharmacologically defined EP2 subtype”. Mol. Pharmacol. 46 (2): 213—20. PMID 8078484.
- Bastien L; Sawyer N; Grygorczyk R;  . (1994). „Cloning, functional expression, and characterization of the human prostaglandin E2 receptor EP2 subtype”. J. Biol. Chem. 269 (16): 11873—7. PMID 8163486.
- An S, Yang J, Xia M, Goetzl EJ (1994). „Cloning and expression of the EP2 subtype of human receptors for prostaglandin E2”. Biochem. Biophys. Res. Commun. 197 (1): 263—70. PMID 8250933. doi:10.1006/bbrc.1993.2470.
- Foord SM; Marks B; Stolz M;  . (1996). „The structure of the prostaglandin EP4 receptor gene and related pseudogenes”. Genomics. 35 (1): 182—8. PMID 8661119. doi:10.1006/geno.1996.0337.
- Fedyk ER, Phipps RP (1996). „Prostaglandin E2 receptors of the EP2 and EP4 subtypes regulate activation and differentiation of mouse B lymphocytes to IgE-secreting cells”. Proc. Natl. Acad. Sci. U.S.A. 93 (20): 10978—83. PMC 38269 . PMID 8855294. doi:10.1073/pnas.93.20.10978.
- Mori K; Tanaka I; Kotani M;  . (1996). „Gene expression of the human prostaglandin E receptor EP4 subtype: differential regulation in monocytoid and lymphoid lineage cells by phorbol ester”. J. Mol. Med. 74 (6): 333—6. PMID 8862514. doi:10.1007/BF00207510.
- Mukhopadhyay P; Geoghegan TE; Patil RV;  . (1997). „Detection of EP2, EP4, and FP receptors in human ciliary epithelial and ciliary muscle cells”. Biochem. Pharmacol. 53 (9): 1249—55. PMID 9214685. doi:10.1016/S0006-2952(97)00011-7.
- Cosme R; Lublin D; Takafuji V;  . (2000). „Prostanoids in human colonic mucosa: effects of inflammation on PGE(2) receptor expression”. Hum. Immunol. 61 (7): 684—96. PMID 10880739. doi:10.1016/S0198-8859(00)00131-2.
- Desai S, April H, Nwaneshiudu C, Ashby B (2001). „Comparison of agonist-induced internalization of the human EP2 and EP4 prostaglandin receptors: role of the carboxyl terminus in EP4 receptor sequestration”. Mol. Pharmacol. 58 (6): 1279—86. PMID 11093764.
- Sales KJ; Katz AA; Davis M;  . (2001). „Cyclooxygenase-2 expression and prostaglandin E(2) synthesis are up-regulated in carcinomas of the cervix: a possible autocrine/paracrine regulation of neoplastic cell function via EP2/EP4 receptors”. J. Clin. Endocrinol. Metab. 86 (5): 2243—9. PMC 2694306 . PMID 11344234. doi:10.1210/jc.86.5.2243.
- Faour WH; He Y; He QW;  . (2001). „Prostaglandin E(2) regulates the level and stability of cyclooxygenase-2 mRNA through activation of p38 mitogen-activated protein kinase in interleukin-1 beta-treated human synovial fibroblasts”. J. Biol. Chem. 276 (34): 31720—31. PMID 11423555. doi:10.1074/jbc.M104036200.
- Desai S, Ashby B (2001). „Agonist-induced internalization and mitogen-activated protein kinase activation of the human prostaglandin EP4 receptor”. FEBS Lett. 501 (2–3): 156—60. PMID 11470276. doi:10.1016/S0014-5793(01)02640-0.
- Slipetz D; Buchanan S; Mackereth C;  . (2001). „Sequestration and phosphorylation of the prostaglandin E2 EP4 receptor: dependence on the C-terminal tail”. Biochem. Pharmacol. 62 (8): 997—1012. PMID 11597569. doi:10.1016/S0006-2952(01)00742-0.
- Fujino H, West KA, Regan JW (2002). „Phosphorylation of glycogen synthase kinase-3 and stimulation of T-cell factor signaling following activation of EP2 and EP4 prostanoid receptors by prostaglandin E2”. J. Biol. Chem. 277 (4): 2614—9. PMID 11706038. doi:10.1074/jbc.M109440200.
- Mutoh M; Watanabe K; Kitamura T;  . (2002). „Involvement of prostaglandin E receptor subtype EP(4) in colon carcinogenesis”. Cancer Res. 62 (1): 28—32. PMID 11782353.
- Kvirkvelia N; Vojnovic I; Warner TD;  . (2002). „Placentally derived prostaglandin E2 acts via the EP4 receptor to inhibit IL-2-dependent proliferation of CTLL-2 T cells”. Clin. Exp. Immunol. 127 (2): 263—9. PMC 1906325 . PMID 11876748. doi:10.1046/j.1365-2249.2002.01718.x.
- Asano T; Shoda J; Ueda T;  . (2002). „Expressions of cyclooxygenase-2 and prostaglandin E-receptors in carcinoma of the gallbladder: crucial role of arachidonate metabolism in tumor growth and progression”. Clin. Cancer Res. 8 (4): 1157—67. PMID 11948128.
- Kyveris A, Maruscak E, Senchyna M (2002). „Optimization of RNA isolation from human ocular tissues and analysis of prostanoid receptor mRNA expression using RT-PCR”. Mol. Vis. 8: 51—8. PMID 11951086.
- Scandella E; Men Y; Gillessen S;  . (2002). „Prostaglandin E2 is a key factor for CCR7 surface expression and migration of monocyte-derived dendritic cells”. Blood. 100 (4): 1354—61. PMID 12149218. doi:10.1182/blood-2001-11-0017.

## Spoljašnje veze
- „Prostanoid Receptors: EP4”. IUPHAR Database of Receptors and Ion Channels. International Union of Basic and Clinical Pharmacology. Архивирано из оригинала 03. 03. 2016. г.